# Instituto de Investigaciones Históricas (UNAM)
El Instituto de Investigaciones Históricas es un instituto de investigación humanística de la Universidad Nacional Autónoma de México, dedicado a la investigación de la historia de México y el mundo. Se ubica en la Ciudad Universitaria, en el mismo edificio del Instituto de Investigaciones Estéticas.

## Historia
El Consejo Universitario, reunido el 19 de febrero de 1945, aprobó la creación del Instituto de Historia, dirigido por el antropólogo Pablo Martínez del Río. La iniciativa fue sugerida por los investigadores Rafael García Granados, Julio Jiménez Rueda, Salvador Toscano y el propio Martínez del Río.
En su historia ha tenido tres sedes: un anexo de la Biblioteca Nacional de México en el templo de San Agustín del Centro Histórico; al ser inaugurada la Ciudad Universitaria, se trasladó a la Torre de Humanidades y finalmente, a la zona de institutos del Centro Cultural Universitario.